# Киржеманы (Чамзинский район)
Киржеманы  — село в Чамзинском районе Республики Мордовия. Входит в состав Алексеевского сельского поселения.

## География
Село находится на расстоянии менее 2 км (по прямой) к северо-востоку от посёлка городского типа Чамзинка, административного центра района.

## История
Впервые упоминается 1671 году как деревня Киржеманова, состоящая из 20 дворов. В 1863 году учтено как удельное село Ардатовского уезда, состоящее из 151 двора. В 1780 году построена деревянная Казанская церковь. В 1797 году село носило наименование Покровское (название дано по новой церкви). С 1890 года действовала новая Казанская церковь.

## Население
| 2002 | 2010 |
| ---- | ---- |
| 707  | ↘640 |

### Национальный состав
Согласно результатам переписи 2002 года, в национальной структуре населения мордва составляла 72 % из 707 чел., русские — 26 %.